# Antikvariat

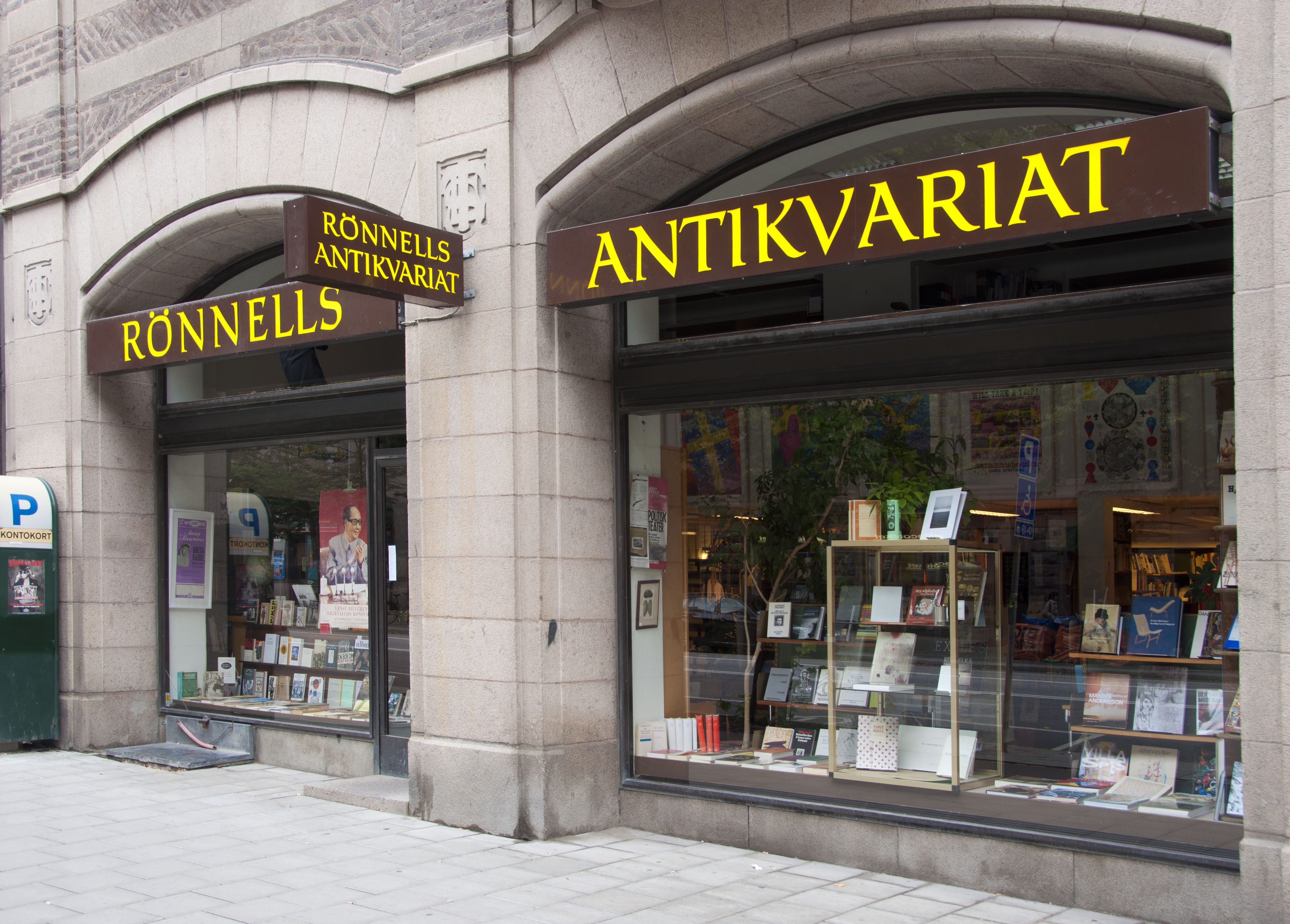
Rönnells antikvariat i Stockholm, 2010.

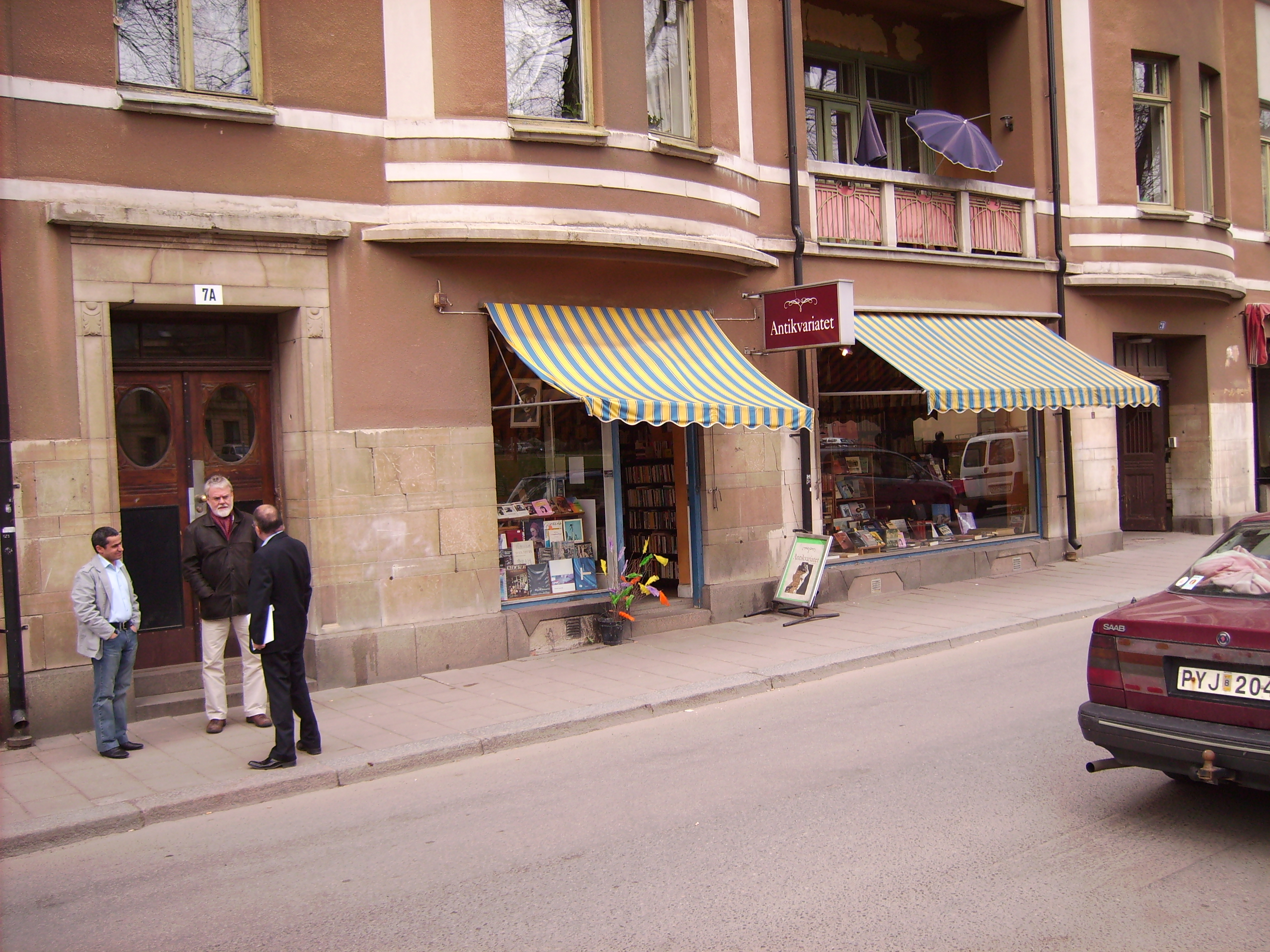
Antikvariatet i Norrköping, 2007.

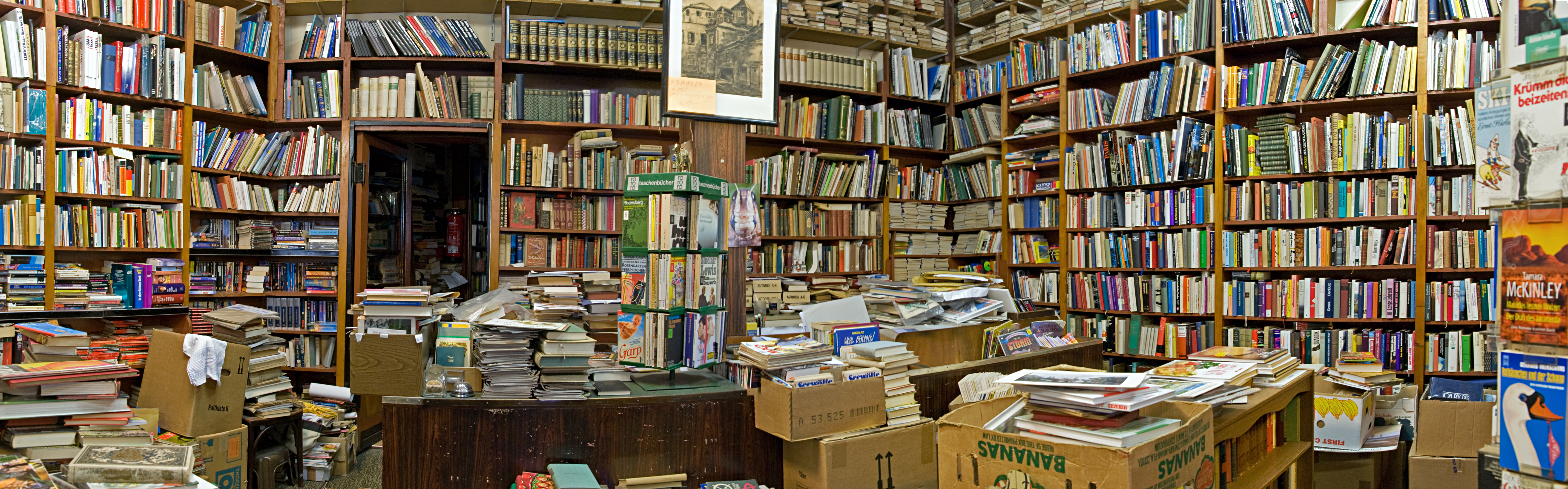
Typiska staplar och välfyllda hyllor på ett antikvariat i Frankfurt am Main, Tyskland.

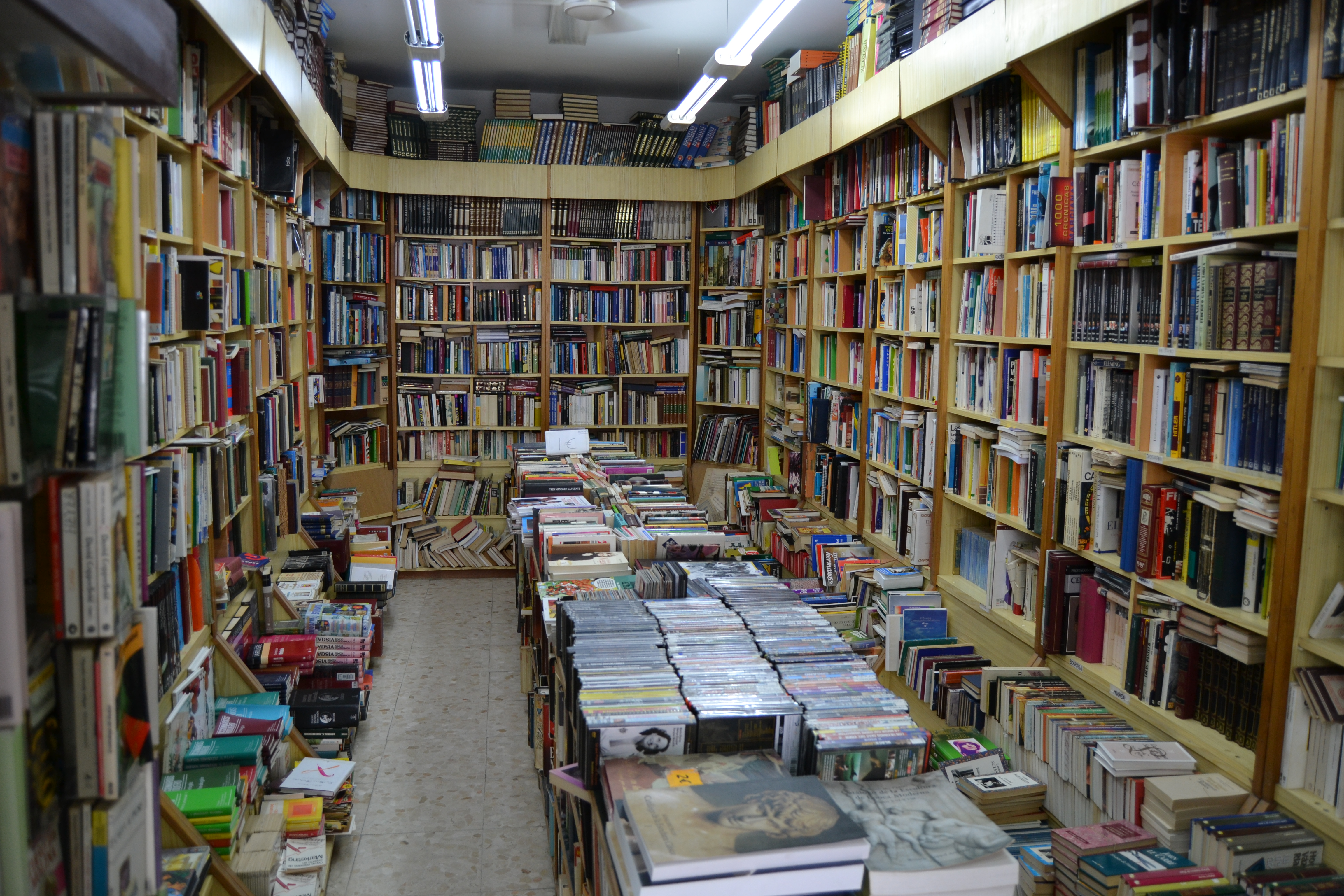
Inuti ett antikvariat i Cádiz, Spanien.

Ett antikvariat är ett företag som bedriver handel med företrädesvis äldre och begagnade böcker, manuskript och kartor.

## Historik
Även om det i alla tider bedrivits handel med gamla böcker, så kom antikvariatsbokhandeln i modern mening till Sverige under 1830-talet. Landets första antikvariat med brett sortiment var Catharina Kihlbergs på Södermalmstorg i Stockholm, som öppnade 1833. 1838 öppnade Per Götrek och 1839 N.F. Kjerrström antikvariat, båda i Stockholm. 1845 startade ett av landets mest kända och långlivade, Klemmings antikvariat, med första adress Storkyrkobrinken 9, Stockholm. Det upphörde kring mitten av 1960-talet. Enligt Nordisk Familjebok (1905) fanns det i Sverige 20 antikvariat, därav 14 i Stockholm. Då inräknades inte de små butiker med diversifierad handel som förutom böcker sålde bl a tobaksvaror, pappersartiklar, lotter, konst och musikinstrument. Ett betydande antal antikvariat kombinerade bokförsäljningen med "lånbibliotek".   
1901 öppnade Albert Björck och Karl Börjesson sitt nyförvärvade antikvariat i Stockholm under namn Björck & Börjesson. Under Börjessons skickliga ledning skulle detta ryktbara företag växa till Nordens största antikvariat med en omfattande katalog- och förlagsutgivning. Efter flera ägarbyten upphörde butiksförsäljningen 1994.     
Ur de svenska antikvariatens historia kan nämnas välkända företag som Lengertz´ antikvariat (Lund), Åkarps antikvariat (Lund) och Thulin & Ohlson (Göteborg). Fortfarande verksamma är Rönnells antikvariat (Stockholm) och Jones  antikvariat (som flyttade från Stockholm till sörmländska landsbygden).      
Sedan 2000-talet sker en stor del av försäljningen från antikvariaten via internet. Den största svenska sökmotorn för antikvariska böcker är Bokbörsen. Den mest omfattande sökmotorn för nordiska antikvariat är Antikvariat.net. Internationellt hör Amazonägda Abebooks.com till de största. Antikvariat använder även sociala medier för att marknadsföra sina böcker.
Antalet antikvariat i Sverige, historiska och verksamma, är närmare 1200 (ca 330 i Stockholm, drygt 100 i Göteborg och ca 50 vardera i Malmö, Lund och Uppsala - för att nämna de ledande antikvariatsstäderna).  Antalet verksamma antikvariat av någorlunda storlek (fler än 3000 titlar i utbudet), både butiker och näthandlare, uppgår till runt 250 (år 2025). Därutöver finns det mindre företag och framför allt ett mycket stort antal privatpersoner som säljer antikvariska böcker över internet, bl.a. genom Bokbörsen och Tradera.
Förutom butiksförsäljning har antikvariat publicerat försäljningslistor och kataloger, där de mest välgjorda använts som referensverk av bok-, person- och litteraturhistoriker.
Några av landets större antikvariat samlas i branschföreningen Svenska Antikvariatföreningen (SVAF). Den internationella paraplyorganisationen heter International League of Antiquarian Booksellers (ILAB).

## Etymologi
Ordet antikvariat kommer från latinets antiquarius, som betyder ”älskare av forntiden”, av antiquus, ”gammal”.

## Galleri

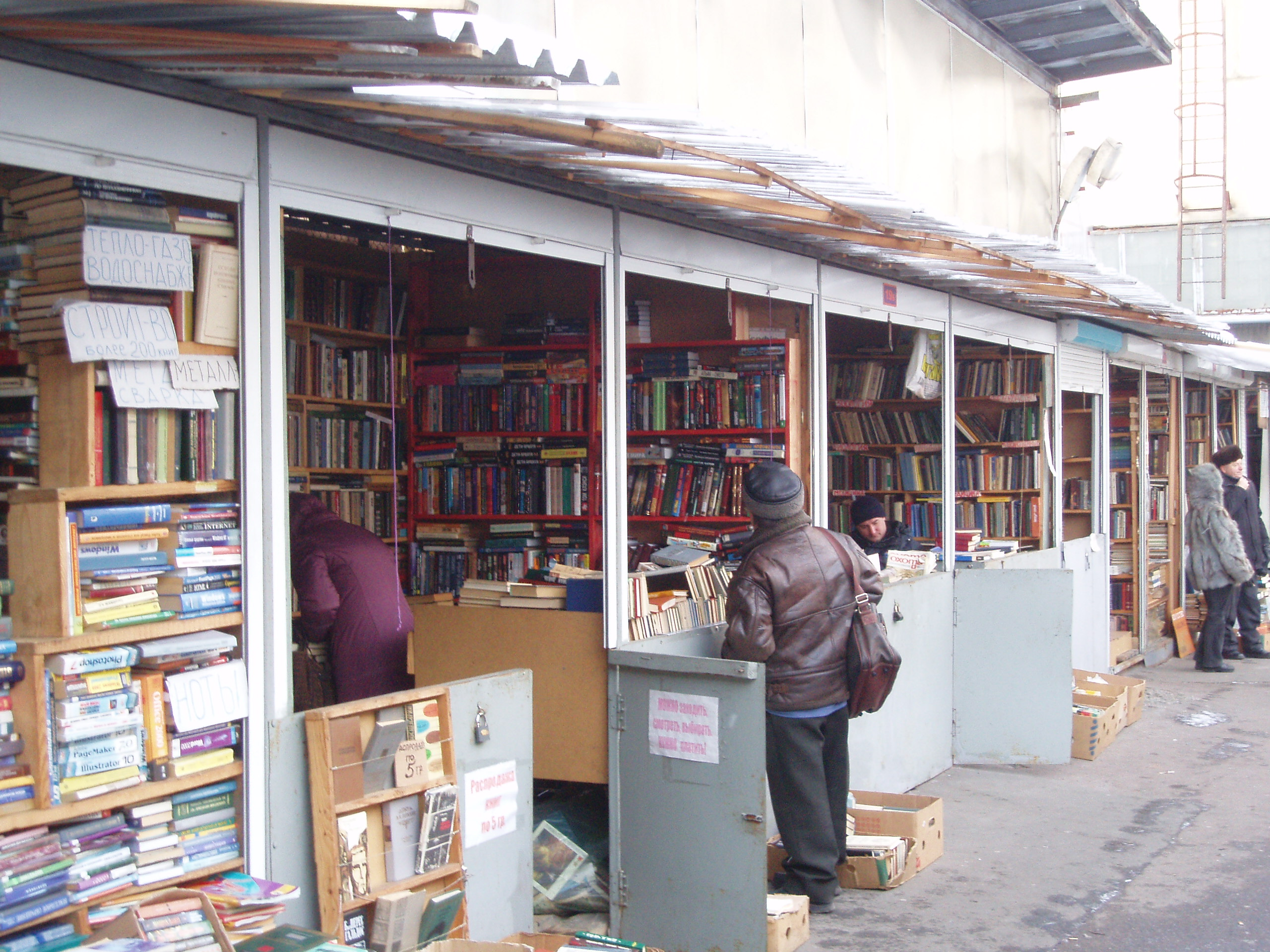
Antikvarisk försäljning utomhus i Ukraina.
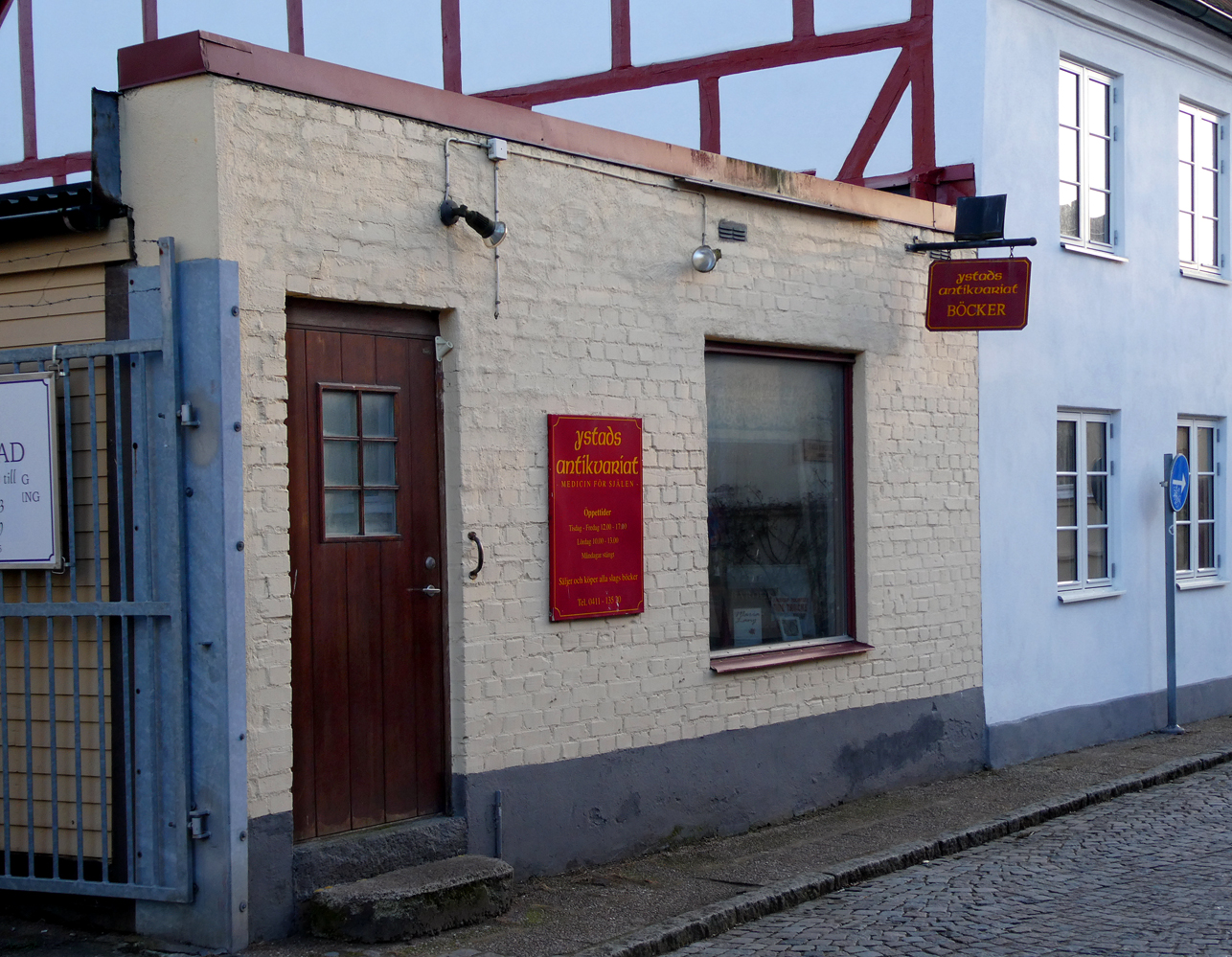
Ystads antikvariat, 2021.